# Mithraismus und Christentum

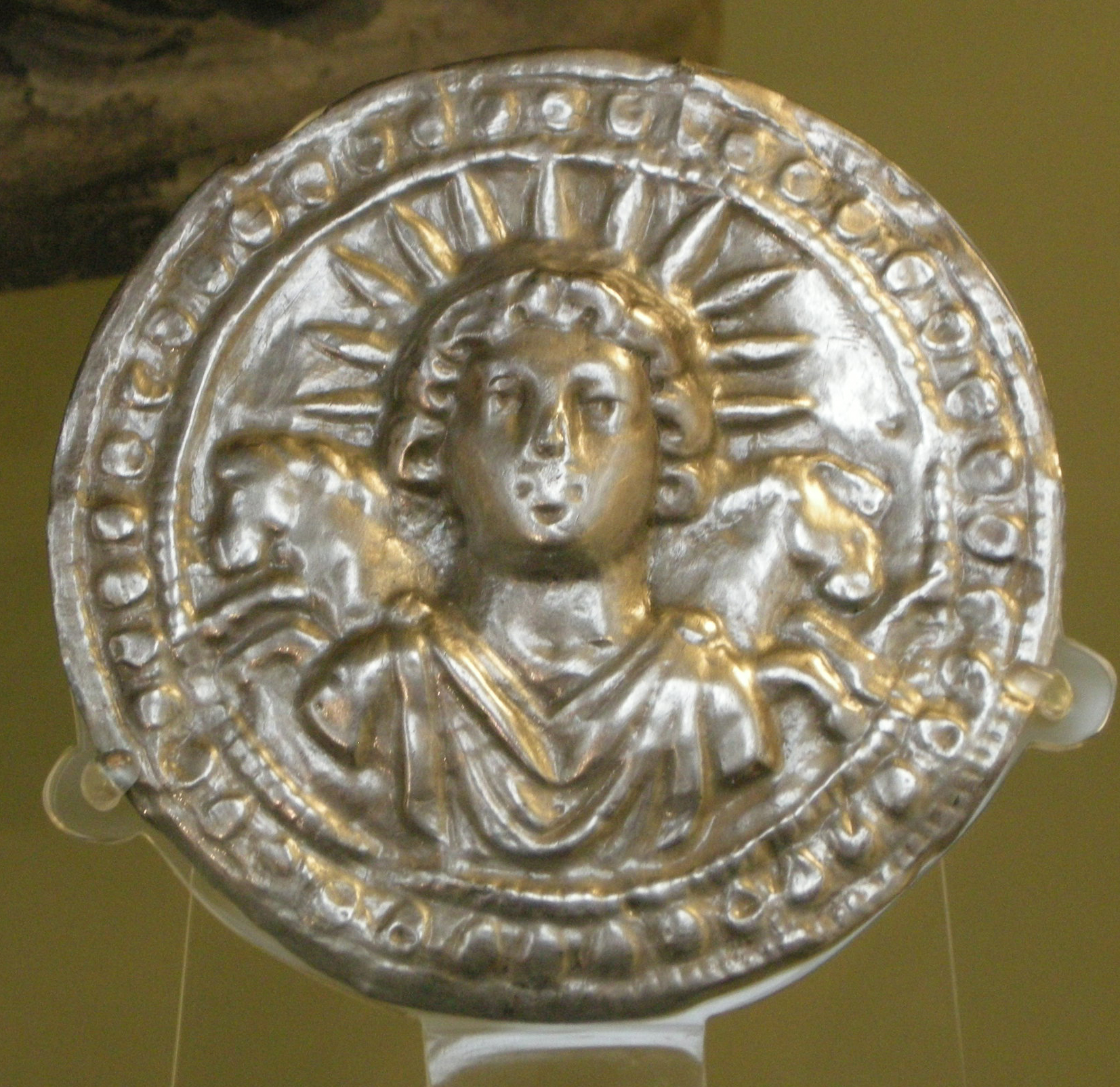
Mithras-Darstellung (Sol Invictus), 2. Jahrhundert, British Museum

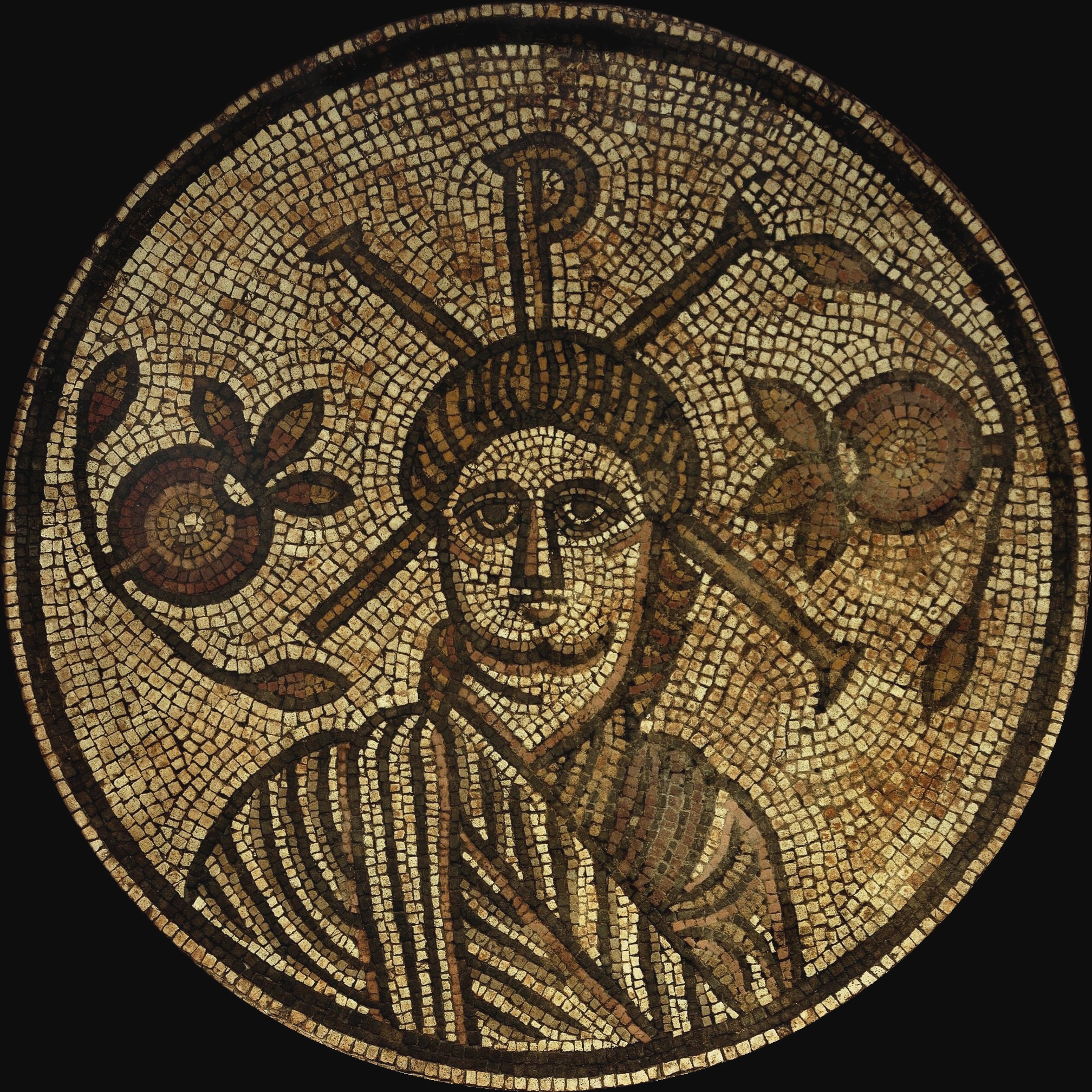
Christus-Darstellung aus Hinton St Mary, 4. Jahrhundert, British Museum

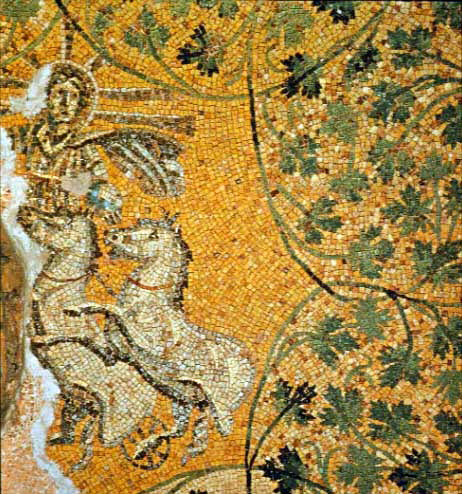
Mosaik des Christus als Sol Invictus in der vatikanischen Nekropole, 3. Jh.

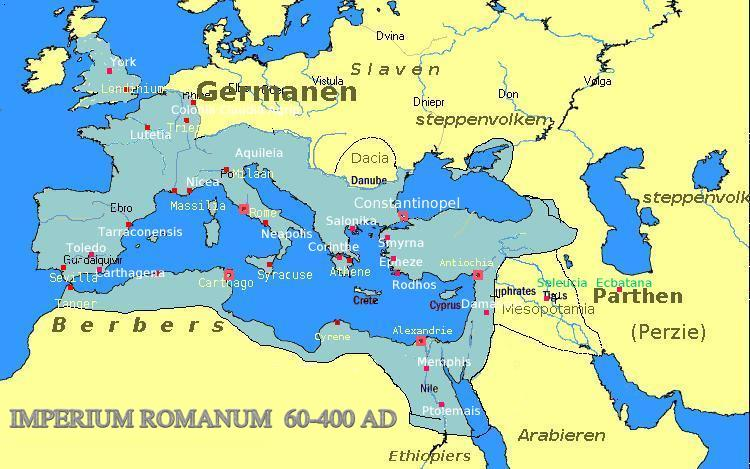
Das Römische Reich 60 n. Chr. Dies entspricht ungefähr dem Verbreitungsraum des römischen Mithraismus

Seit der zweiten Hälfte des 19. Jahrhunderts wurden von Religionswissenschaftlern Parallelen zwischen dem Mithraismus und dem Christentum sowie zwischen der Figur des Mithras und Jesus Christus in diesen beiden Religionen gesehen. Es wurde dabei auch geäußert, das Christentum habe Teile seiner Lehren und Bräuche vom Mithraskult übernommen. Beim Weihnachtsfest ist dies weitgehend unbestritten, bezüglich anderer Punkte herrscht Uneinigkeit.
Der römische Kult um Mithras geht auf den Gott Mithra (avestisch Miθra und Miθrō) aus der iranischen Mythologie zurück. Hierbei wies der ‚römische Mithras‘ große Unterschiede zum ‚iranischen Mithra‘ auf. Trotz eines gemeinsamen Ursprungs können beide Gottheiten nicht gleichgesetzt werden.

## Argumentationen
Die Ansichten sind unter Religionswissenschaftlern, Historikern und Theologen geteilt. Manche meinen, der Mithraismus sei einer der Hauptkonkurrenten des Christentums gewesen. Nach Ernest Renans Werk von 1882 (Marc Aurèle ou la fin du monde antique, Seite 390) wäre die westliche Welt mithrasgläubig geworden, wenn das Christentum aufgrund zufälliger Ereignisse in seiner Ausbreitung gehemmt worden wäre. Andere Religionshistoriker sehen rückblickend im Mithraismus nicht nur einen Konkurrenten, sondern auch einen Wegbereiter des Christentums im Römischen Reich. Zeitgenössische Kirchenväter wiederum wie Tertullian oder Hieronymus haben den Mithraskult als Nachahmung des Christentums bezeichnet.
Heutige Autoren gehen davon aus, dass der Mithraskult keine starke Konkurrenz für das Christentum darstellte. Die seltenen Erwähnungen in Texten der Kirchenväter lassen nicht auf eine wirkliche Auseinandersetzung zwischen den beiden Religionen schließen, auch hat sich der Mithraskult gerade in den schon früh christlich geprägten Gegenden wie Kleinasien, Nordafrika und Griechenland kaum verbreitet. Die Organisation in kleinen Kultgemeinden und die Beschränkung nur auf Männer als Mitglieder lassen eher an esoterisch gestimmte Männerbünde als an eine wirkliche Gemeindereligion wie das Christentum denken; beide sprachen eine völlig verschiedene Zielgruppe an. Der Mithraskult ging demnach eher im Wandel der gesellschaftlichen Strukturen zugrunde als aufgrund gesetzgeberischer Maßnahmen. Auch soziologisch war der Mithraskult in anderen Schichten verbreitet als das Christentum. Reinhold Merkelbach vermutet, dass der Mithraismus als Religion der Loyalität zum Kaiser mit dessen Hinwendung zum Christentum einfach sein Fundament verloren habe.

### Postulierte Parallelen
Von den religiösen Inhalten des Mithraskults und der Bedeutung der Rituale ist sehr wenig überliefert. Da es ein Geheimkult war, gibt es kaum schriftliche Zeugnisse. Von daher sind diese Parallelen in vielen Fällen nicht historisch gesichert, sondern moderne Interpretationen der mithräischen Bildwerke und Kultgegenstände sowie Berichte von außenstehenden römischen Chronisten. Die von heutigen Verfechtern dieser Parallelen hauptsächlich verwendeten Quellen sind Ernest Renans Marc-Aurèle et la fin du monde antique von 1882 und Franz Cumonts Textes et monuments figurés relatifs aux mystères de Mithra von 1896–99, hingegen nicht neuere Werke über den Mithraskult beispielsweise von Manfred Clauss oder Walter Burkert.
- Mithras wurde von einem Vatergott ausgesandt, um als Weltretter das Dunkle und Böse in der Welt zu überwinden.
- Mithras wurde aus einem Felsen heraus „geboren“: Er stürmte als Erwachsener mit Fackeln in beiden Händen heraus, daneben standen Hirten und Tiere.
- Mithras hielt mit zwölf seiner Anhänger ein letztes Abendmahl, bevor er starb, begraben wurde und auferstand von den Toten.
- Als „Sol invictus“ wird Mithras in der Ikonografie mit einem Strahlenschein um den Kopf dargestellt (vgl. Aureole)
- Die Mithraisten glaubten (ähnlich wie bereits zuvor die Anhänger des Zoroastrismus) an Himmel und Hölle, an ein Jüngstes Gericht, eine Auferstehung der Toten und eine Wiederkehr Mithras zur endgültigen Überwindung des Bösen.
- Da Mithras als Sonnengott angesehen wurde, war der Sonntag („dies solis“) der ihm geweihte Tag.
- Das Kreuz war ein wichtiges mithräisches Symbol.[4]
- Die Mithraisten feierten ein Untertauch-Ritual oder eine Besprenkelung mit Stierblut zur Aufnahme in die Kultgemeinschaft (vgl. Taufe). Die Taufe mit Wasser als mögliche Vorlage für den christlichen Kult gab es aber bereits im Alten Ägypten, wie zahlreiche Tempelreliefs belegen.
- Die Mithraisten feierten einen Ritus mit Brot, Fleisch und Wasser oder Wein (vgl. Abendmahl Jesu).[5]
- Die vier größten Mithraischen Feste fanden zur Sommer- und Wintersonnwende und zur Frühlings-Tagundnachtgleiche und Herbst-Tagundnachtgleiche statt (vgl. Weihnachten, Ostern).
- Der höchste Priester des Mithrakults wurde „Papa“ genannt und trug als Amtszeichen eine rote phrygische Mütze (die „Mitra“, der Vorläufer der Bischofsmütze), ein rotes Gewand, einen Ring und einen Hirtenstab.
- Bedeutungen des aus dem altpersischen Mithra (Miθra) abgeleiteten mittel- und neupersischen Begriffs Mihr (مهر): „Licht, Liebe, Barmherzigkeit, Freundschaft/Freundlichkeit, Mitgefühl“.
- Das mithraische Sonnensymbol » + « als gleichschenkliges Kreuz (vgl. auch Swastika).

### Unterschiede
Unterschiede zwischen dem Mithraismus und dem Christentum sind u. a.:
- Der Mithraismus basiert nicht auf dem Judentum.
- Mithras erlebt keine Passion, sondern tritt als unbesiegter Held auf.
- Zentrales Thema Opferung: Mithras opfert einen Stier, während Jesus „sich selbst“ opfert (vgl. Osiris).
- Das Christentum ist kein astronomischer/astrologischer Kult.
- Das Christentum ist kein Mysterienkult.
- Das Christentum nimmt auch Frauen in die Gemeinschaft auf; allerdings dürfen Frauen in einigen christlichen Kirchen – Katholizismus und Orthodoxie – keine Weihe empfangen.

### Heute allgemein anerkannte Punkte
- Beide Religionen verbreiteten sich im zweiten und dritten Jahrhundert im Römischen Reich.
- Der Mithraismus ist zwar in seinen Ursprüngen älter als das Christentum, ist aber innerhalb des Römischen Reichs erst ab dem Ende des 1. Jahrhunderts nachgewiesen, also zu einer Zeit, als die Hauptschriften des Christentums bereits in der heutigen Form existierten.
- Da der Mithraskult nicht mit der Verehrung des Gottes Mithra identisch ist, sondern sich vermutlich daraus entwickelt hat, können Parallelen zwischen dem Mithraismus und dem Christentum auch durch Übernahme christlicher Riten oder Gedanken durch den Mithraismus erklärt werden. Die „Richtung“ der Übertragung muss für jedes Element einzeln anhand der Quellenlage geprüft und darf nicht pauschal behauptet werden.
- Die Übernahme des Dies solis invicti (Geburtstag des Mithras) am 25. Dezember durch das Christentum und dessen Umdeutung zum Geburtstag Jesu, festgelegt durch einen Bischof von Rom im 4. Jahrhundert, ist weitgehend unbestritten. Es dauerte allerdings noch bis ins Mittelalter, bis das Weihnachtsfest das ältere Epiphaniasfest an Bedeutung übertraf. Außerdem gibt es schon Anfang des dritten Jahrhunderts erste Hinweise auf den 25. Dezember als Tag der Geburt Jesu.[6]
- Das christliche Auferstehungsfest Ostern fällt zwar etwa in die Zeit der Frühlings-Tagundnachtgleiche, zu der auch das mithräische Fest gefeiert wurde. Jedoch ist hier eine Übernahme des Datums vom Mithraskult praktisch auszuschließen, da die Passion Jesu direkt mit dem vom Mithraskult völlig unabhängigen Datum des jüdischen Pessach verbunden ist.
- Der Sonntag als der Wochentag, an dem die Christen Gottesdienste abhalten, wurde bereits von Justin dem Märtyrer im 2. Jahrhundert erwähnt, 150 Jahre bevor Konstantin der Große den dies solis als arbeitsfreien Tag einführte und 100 Jahre bevor Aurelian den dies solis invicti zum Feiertag erklärte. Dass die Christen den Sonntag wählten, hängt damit zusammen, dass die Auferstehung Jesu nach dem Bericht der Evangelien am Tag nach dem Sabbat stattgefunden hat.